# Provenience

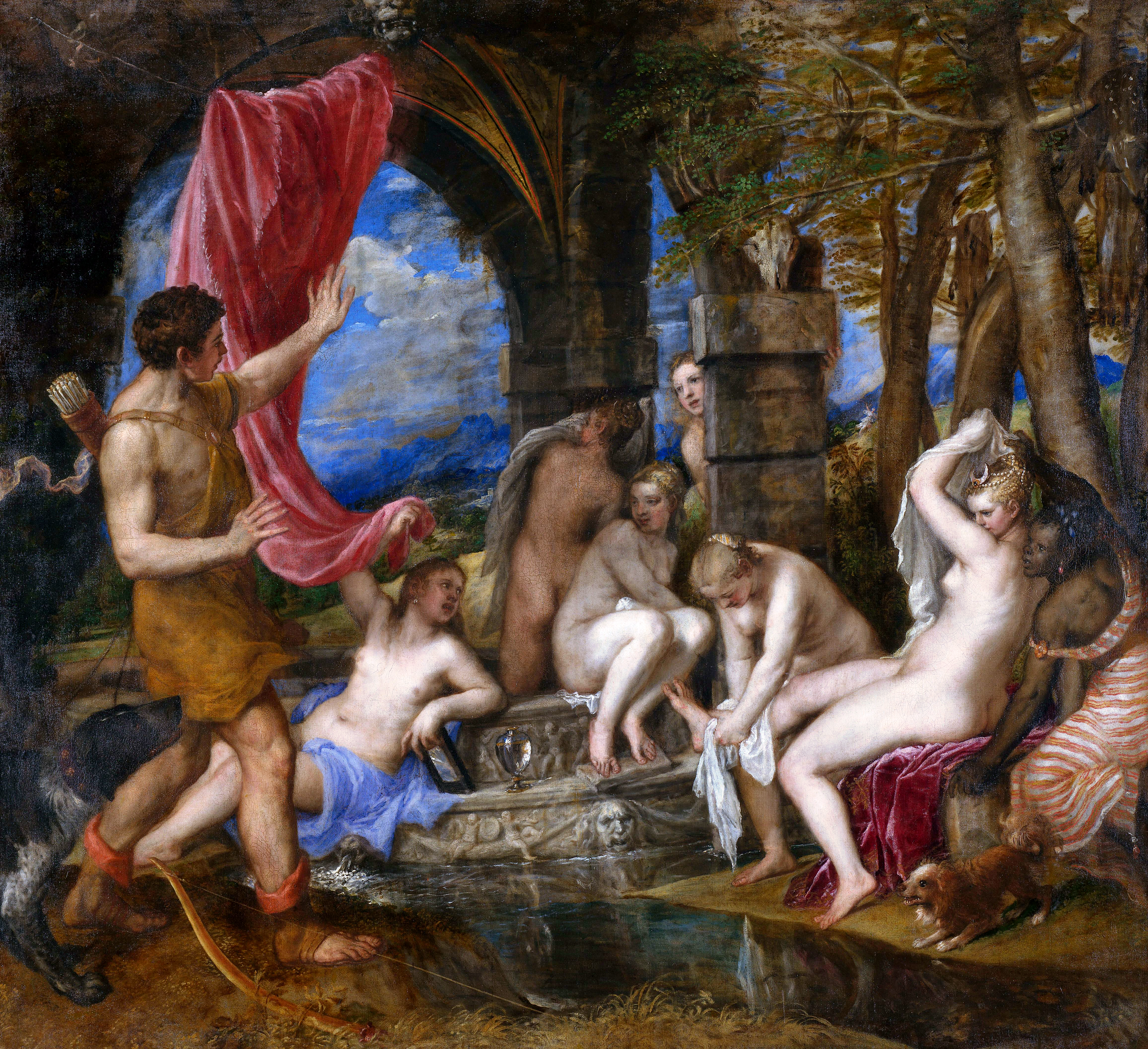
Titian - Diana and Actaeon - 1556-1559

Provenience (z lat. pro-venio, pocházet, vycházet) znamená obvykle místní původ uměleckého díla, kulturního směru, tradice, zvyku a podobně, odpověď na otázku odkud něco pochází. O osobách se v češtině neužívá.

## Speciální významy
- U starých knih znamená místo původu nebo předchozí knihovny, z níž kniha pochází.
- V archivech se dokumenty třídí podle provenience čili původu (provenienční princip).
- V obchodě původ zboží.

## Provenience uměleckých děl a starožitností
Pokud možno přesná dokumentace původu například uměleckého díla nebo starožitnosti, případně i posloupnosti jeho držitelů umožňuje předmět datovat, případně určit jeho autora, a je důležitá pro rozlišení padělků, u nichž taková dokumentace obvykle chybí. Obrazy, sochy, starožitnosti i vzácné knihy s dokumentovanou proveniencí proto mají i v obchodě větší cenu. U starých knih nebo rukopisů plní tuto roli vpisky bývalých majitelů, které mohou být zajímavé i historicky, protože dokumentují kudy předmět putoval a podobně.

## V archeologii
V archeologii je provenience nálezu velice významná, protože zároveň svědčí o dávném sídlišti, protože dovoluje místní porovnávání kultur, technologií a podobně. U mincí je dokladem obchodních styků a cest. Značná část běžných archeologických nálezů (například keramiky), pokud nemají zvláštní uměleckou nebo historickou cenu, je bez provenience téměř bezcenná.